# CU Draconis

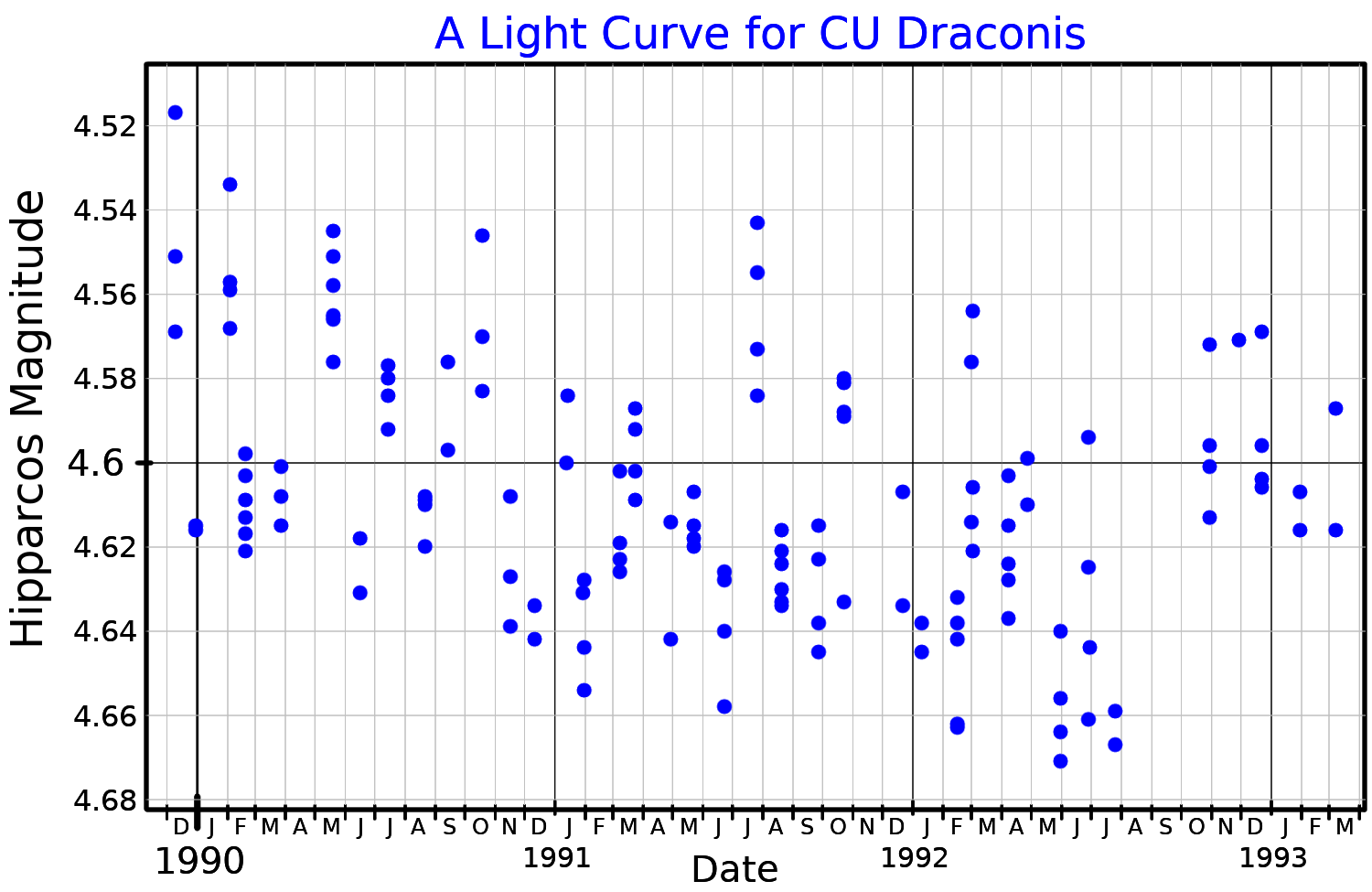
Curva de luz para CU Draconis, trazada a partir de datos de Hipparcos

CU Draconis (CU Dra / 10 Draconis / HD 121130) es una estrella variable en la constelación de Draco de magnitud aparente media +4,62. Se encuentra a 391 años luz del sistema solar.
CU Draconis es una gigante roja de tipo espectral M3.5III con una temperatura efectiva de 3660 K.
Su luminosidad es 840 veces superior a la luminosidad solar, siendo la mayor parte de su radiación emitida en el infrarrojo invisible.
De metalicidad algo baja, su contenido relativo de hierro es un 75% del solar.
Como otras gigantes rojas, su tamaño es mucho más grande que el del Sol; su radio es 72 veces más grande que el radio solar, equivalente a 0,43 UA o al 87% de la distancia que separa a Mercurio del Sol.
No se conoce su período de rotación, dado que este tipo de estrellas rotan lentamente.
La masa de CU Draconis es difícil de determinar, pero puede estar comprendida entre 1,5 y 2 masas solares.
Su estado evolutivo no se conoce con exactitud; puede estar comenzando la ignición del helio en carbono y oxígeno, o puede haber agotado su helio interno aumentando en brillo —por segunda vez— con un núcleo inerte de carbono-oxígeno.
Es una variable irregular, con una oscilación en su brillo de 0,15 magnitudes.